# Julio Brito
Julio Valdés-Brito Ibáñez (1908-1968), más conocido como Julio Brito, fue un músico, cantante y compositor cubano.
Julio Brico destacó en la composición musical, especialmente en los géneros de la música cubana como el bolero. En su haber tiene composiciones mundialmente famosas como el bolero Mira que eres linda  interpretadas por numerosos artistas de todo el mundo o la guajira El amor de mi bohío. Por su forma de describir los paisajes cubanos y sus cuidadas letras recibió el apodo de «El pintor melódico de Cuba».

## Biografía
Julio Brito nació el 21 de enero de 1908 en La Habana, Cuba, hijo del cubano Alfredo Valdés Brito y de la mexicana Julia Ibáñez  y desde la infancia mostró  grandes aptitudes para la música, su hermano, Alfredo Valdés-Brito Ibáñez  fue también un destacado músico y director de orquestas.  Estudió música con Pedro Sanjuán famoso músico y profesor español, quien le proporcionó una excelente educación musical.
En 1924, con 16 años de edad, se incorporó a la orquesta de Justo Ángel Azpiazú, conocida como "Don Azpiazu" muy popular en la isla, como saxofonista. Junto al saxofón también aprendió a tocar  la guitarra, la batería, el vibráfono, el piano, aprendió canto  y estudió dirección orquestal, arte en el que permaneció durante la mayor parte de su vida musical. Comenzó a componer e interpretar sus propias canciones que grabó para diferentes sellos discográficos, entre ellos RCA Records, algunas de las grabaciones para ese sello se realizaron en  el canal CMQ Televisión de La Habana, en el programa "Buenas noches, mi amor", donde actuó.
En 1922 comenzó a transmitir Radio Cubana donde  Julio Brito fue uno de sus primeros directores, También participó en la emisora PWX fundada en 1922 por la Compañía Telefónica de Cuba. Dirigió la CMBF Radio Musical Nacional que estaba ubicada en la calle Prado n.° 159 de La Habana.
Se casó con Antonia Gamba Cabrera con la que tuvo tres hijos, dos niños Julio Valdés-Brito Gamba y Alfredo Valdés-Brito Gamba y una niña Alma Santa Valdés-Brito Gamba. Alfredo y Julio, ya casados, formaron el cuarteto vocal "Los Britos", el cual fue bastante conocido en Cuba.
Con su orquesta actuó en diferentes actos y centros nocturnos de La Habana, como el Cabaret Parisien del Hotel Nacional, el Casino Nacional, el Casino de La Playa, el Casablanca y el Teatro Encanto. En Estados Unidos, actuó en Hollywood, Los Ángeles para Max Factor.
En la década de 1940, fue presidente de la Sociedad de Autores de Cuba y de la Federación Nacional de Autores de Cuba. Murió en La Habana el 30 de julio de 1968 cuando contaba 60 años de edad.

### La Orquesta Siboney
A principios de la década de 1930, junto a su hermano, el músico y director de orquesta Alfredo Brito, Julio Brito fundó y formó parte de la Orquesta Siboney, en la que participó como saxofonista, baterista, guitarrista y cantante.
La Orquesta Siboney realizó la primera transmisión de música popular bailable desde la emisora de radio CMC, anteriormente PWX, el 14 de noviembre de 1931, la cual fue retransmitida por la BBC para el Reino Unido y la  WEAF para Nueva York.
En 1932 la Orquesta Siboney realizó una gira por Europa, presentándose en España, Francia y Portugal en compañía del Trío Matamoros, el bailarín español "Granito de Sal" y la rumbera Yolanda González. El 8 de agosto de 1932 embarcaron hacia España a bordo del vapor "Reina del Pacífico". La noticia del Diario de la Marina destacaba en vísperas de su partida que «...desembarcarán en Santander y recorrerán las principales ciudades de esa República».
En España, el debut tuvo lugar en el Salón Victoria de Santander, el domingo 21 de agosto de 1932. El periódico El Cantábrico narra el impacto de la Orquesta Típica Siboney, el Trío Matamoros y los bailarines. Yolanda González y el español "Granito de Sal". También actuaron en el Teatro Iris de Ávila, donde la prensa calificó al Siboney y al Trío Matamoros como "de los mejores en su género". En Oviedo, actúan en el Teatro Novedades. En septiembre de 1932 actuaron en el Circo Price de Madrid.
Durante esta gira, Julio se unió a la SGAE y grabó algunas canciones como cantante, junto con la Orquesta Siboney, para el sello discográfico español Regal Records. En noviembre de 1932, el periódico madrileño La Libertad anuncia dos discos fonográficos de Alfredo Brito y la Orquesta Siboney con el sello Regal: DK8.714 "En el silencio de la noche" (autor: Abelardo Barroso) y "La dichosa suegra" (de Julio Brito) y DK 8.715 "Adiós chamaquita" (Julio Brito) y "El panquelero" (Abelardo Barroso).
En Francia actuaron en el Montmartre, el Ambassador y el Empire. Actúan con Maurice Chevalier.
La Orquesta Siboney fue un éxito inmediato. Fue una de las primeras orquestas cubanas en triunfar en el Viejo Continente.

#### Julio Brito "El pintor melódico de Cuba"
Julio Brito es conocido como “El pintor melódico de Cuba”, por haber sido uno de los autores musicales que más bellamente describió la campiña cubana en sus canciones. Fue creador de la "guajira de salón", brindando música campesina con magníficas orquestaciones.
Durante las décadas de 1920 a 1940, Julio Brito desarrolló una intensa actividad como compositor, creando canciones que llegarían a ser muy populares en todo el mundo. Las primeras canciones conocidas fueron "Tus lágrimas" y "Florecita" y en 1931 el tema  "Ilusión china" se hizo muy popular. Poco después compuso el tema  "Mira que eres linda", bolero que fue un éxito tanto dentro de Cuba como fuera de ella. En España lo pòpularizó en 1949 Antonio Machín, pero también ha sido grabado por otros grandes intérpretes como Pedro Vargas o Raphael y ha sido grabado en varias generaciónes por distintos artistas musicales en varios países.
El fenómeno de la popularización de los boleros lo describe  Manuel Román en su libro "Bolero de amor" (Historias de la canción romántica), editado por Editorial Milenio en  2015, cuando dice 

La época en que compuso "Mira que eres linda" coincidió con el auge de la radio. En la capital cubana, se sucedieron programas en los que se presentaron en vivo los cantantes más renombrados y las orquestas más prestigiosas. En poco tiempo, ese bolero se hizo muy popular. Y cuando se grabó, boleristas de otros países hispanos lo incluyeron en su repertorio.

De esta época son también sus creaciones: “Acurrurrucadita”, “Trigueñita”, “Flor de ausencia” (gran éxito en la voz de Panchito Riset), "Si yo pudiera hablarte" o "Cuando te acuerdes de mí", canción que Tito Gómez en 1937 interpretó a los 17 años, en su debut radiofónico en "La Corte Suprema del Arte", concurso de radio cubano destinado al descubrimiento de nuevos talentos, del cual resultó ganador.
Entre las muchas composiciones que dedicó al campo cubano se encuentran “Rinconcito criollo”, “Serenata guajira”, “Allá en mi finquita”, “Oye mi guitarra”, “Amor Siboney”, y la que sería una de sus creaciones más famosas: “El amor de mi bohío”, que Julio estrenó en 1937 en el cabaret Eden Concert de La Habana.
El gran éxito de esta guajira de Julio Brito se refleja en las palabras de René Cabel, en una entrevista realizada por Don Galaor para la revista Bohemia el 9 de junio de 1940

Don Galaor: ¿En qué canción podríamos situar el momento culminante de esta evolución hacia lo típicamente nuestro?
 julio Brito: Situarlo, sin discusión, en la aparición de 'El amor de mi Bohío', de Julio Brito, cuyo formidable éxito marcó la pauta a seguir para los demás autores, incluso para los antiguos consagrados.

"El amor de mi bohío" fue un tema muy popular e interpretado por muchos cantantes, aluno de ellos son, Pedro Vargas, Guillermo Portabales, Juan Legido, Trío Matamoros, Tito Gómez con la Orquesta Riverside, Los Panchos, Xiomara Alfaro, Omara Portuondo, Tito Puente, Olga Guillot, Óscar Chávez, Barbarito Diez con la Orquesta de Antonio María Romeu, Jonah Jones. 

#### Música para películas
Entre las muchas facetas de Julio Brito está la de composición de música para el cine. Algunas de ellas son:
- "Tam, Tam o El origen de la Rumba", un cortometraje musical pionero del cine sonoro cubano, dirigido por Ernesto Caparrós en 1938. La película pretende mostrar la evolución de la rumba desde sus inicios, a través de la historia de amor de dos jóvenes esclavos.[32][33][34][35] en ella actúa el propio Julio Brito  como cantante de la Orquesta Siboney. Julio Brito  compuso la música  junto con su hermano Alfredo.

- "Es una cita"  una película musical estadounidense de 1940 dirigida por William A. Seiter y protagonizada por Deanna Durbin , Kay Francis y Walter Pidgeon, en la que Brito participó, en 1938,  con el tema "Sucedió en Kaloha”.[36] Canción . Letra en español de Julio Brito.[37]

- "Balalaika", es una película musical romántica estadounidense de 1939 basada en el musical londinense de 1936 del mismo nombre. Producida por Lawrence Weingarten y dirigida por Reinhold Schunzel, fue protagonizada por Nelson Eddy e Ilona Massey. El tema principal, "En la Balalaika" fue obra de Brito.[38]

- "Irene" dirigida por Herbert Wilcox en 1940, en la que Brito participó ponimiento el tema "Alice, vestido azul".[39]

- "Embrujo antillano"  una película musical mexicana-cubana filmada en 1946 y estrenada en 1947, producida, escrita y dirigida por Juan Orol, y protagonizada por María Antonieta Pons y Blanquita Amaro que cantaban a dúo el tema de  Brito "¡Ay, cómo no!".[40][41]

- "El amor de mi bohío" una película mexicana-cubana dirigida y producida por Juan Orol. Fue estrenada en 1947, protagonizada por Yadira Jiménez y Juan Orol. Basada en el tema musical homónimo de Julio Brito Ibáñez que se puede escuchar al comienzo del film, mientras se presentan los créditos.[42]

- "Una mujer de Oriente" película de 1950   donde, entre otras composiciones de Julio Brito, se puede escuchar su canción "Evocación al mar", interpretada por Rosa Carmina.[43]

- "El campeón ciclista" película mexicana producida en 1956).[44] en la que se utiliza el tema  "El amor de mi bohío" como parte de la banda sonora para identificar  al equipo ciclista cubano.

#### Guiones de radio y televisión
Julio Brito también escribió guiones para televisión y radio.

Bueno, es cierto. He escrito varios guiones para televisión y radio. Algunos para programas musicales y otros de humor, que he titulado La Familia Paz. Tengo algunas propuestas de varias emisoras y canales, pero hasta ahora nada concreto. Ojalá esos guiones tuvieran la misma aceptación que mis composiciones.

Julio Brito – Avance, 21 de noviembre de 1953.

## Discografía
Algunos intérpretes que han grabado versiones de sus canciones:

### Acurrucadita
- Pedro Vargas con la Orquesta Alfredo Brito (RCA Victor – 1941)
- René Cabel (Gema – 1941)
- Julio Brito (Compañía de Música Robbins – 1942)
- Ramón Armengod (Decca – 1942)
- Orquesta Memo Salamanca (RCA Víctor – 1956)
- Los Ruffino (Orfeón – 1958)
- Reinaldo Henríquez con la Orquesta de Adolfo Gúzman (Fama – 1959)
- Orquesta Gamboa Ceballos (Columbia Records – 1960)
- César Costa (RCA Víctor Mexicana, S.A. de C.V. – 1967)
- Bandolero (Hacienda Records – 2006)
- Orquesta Habana de Sosa y Cataneo (Musart-Balboa, una división de Concord Music Group, Inc. – 2011)
- Gregorio Barrios (Calle Mayor – 2016)
- Serenatas hawaianas – Osvaldo Novarro y Jimmy Logan (Musical Box – 2016)
- Chuy Rocca (2054405 Registros DK – 2020)
- Eduardo Erres (Trinchera Records – 2021)

#### Adiós chamaquita
- Julio Brito con Alfredo Brito y su Orquesta Siboney (Regal – 1932)

#### África
- Julio Brito - Arreglo: Alfredo Brito (Música Austral - 1931)
- Trío Matamoros (RCA Víctor – 1934)
- Alberto Socarrás y la Orquesta Del Cubanacan – Versión Bolero (Columbia Records – 1935)
- Alberto Socarrás y la Orquesta Del Cubanacán – Versión Rumba (Columbia Records – 1935)

#### Allá en mi finquita
- Pedro Vargas (RCA Víctor – 1944)

#### Amor Siboney
- Cuarteto Machín (RCA Víctor – 1934)
- Los Compadres (OG Representaciones Discográficas, MAG – 1973)

#### ¡Ay, cómo no!
- Blanquita Amaro y Maria Antonieta Pons (película: "Embrujo antillano" – 1946)

#### Canción de amanecer
- Dúo Primavera – María Ciérvide y Georgina du Bouchet con el Fernando Mulens Ensemble (RCA Victor – 1940)
- Carlos Suárez con la Orquesta Cosmopolita (RCA Victor – 1940)
- Juanito Sanabria y Arturo Cortés (Decca – 1941)

#### Capricho de guajira n2
- Conjunto Palmas y Cañas (Guamá – 1974)

#### Con mi penquito
- Los Violines de Pego (Registros Teca – 1975)
- Evaristo Quintanales (Estudio 3 – 1976)
- Ramón Velóz y Coralia Fernández (Integra – 1979)

#### Corazón se esconde
- Orquesta Adolfo Guzmán con Pepe Reyes y Orlando de la Rosa (RCA Victor – 1949)

#### Cuando te acuerdas de mí
- Pedro Vargas con la Orquesta Alfredo Brito (RCA Victor – 1939)
- Barbarito Diez con la Orquesta de Antonio María Romeu (Panart – 1958)
- Berto González (Discos Meca Suaritos – 2019)
- Rodrigo Prats con la Orquesta Antonio María Romeu (Discos de Oro – 2023)

#### Dame tu cariñito
- Pedro Vargas con la Orquesta Julio Gutiérrez (RCA Victor – 1949)

#### De corazón a corazón
- Pedro Vargas (RCA Víctor – 1944)

#### Dichosa suegra
- Julio Brito con la Orquesta Siboney de Alfredo Brito (Regal – 1932)
- Septeto Nacional (RCA Víctor – 1933)
- Jorge Gallarzo (Compañía del Gramófono Odeón – 1942)

#### El amor de mi bohío (Mi guajirita)
- Pedro Vargas con la Orquesta Alfredo Brito (RCA Víctor – 1939)
- Orquesta Riverside (RCA Víctor – 1939)
- Sexteto Columbia (Columbia Records – 1939)
- Perla Violeta Amado con José Morán y su Orquesta (Decca – 1939)
- Julio Flores (Estudiante universitario – 1939)
- Pepe Landeros (RCA Víctor – 1940)
- Dúo Primavera – María Ciérvide y Georgina du Bouchet con la Orquesta Riverside (RCA Victor – 1940)
- Luis Roldán (Odeón – 1940)
- Kiko Mendive (RCA Víctor – 1947)
- René Touzet (RCA Victor, Webster Hall Studios, Nueva York – 1954)
- Antonio María Romeu y su Orquesta Gigante (Panart – 1955)
- Trío Matamoros (Martínez Vela – 1956)
- Abelardo Barroso (Calle Mayor – 1957)
- Dúo Cabrisas-Farach (Orfeón – 1957)
- Trío Avileño (Colombia – 1957)
- Xiomara Alfaro (RCA – 1959)
- Lalo Montané (Peerless – 1959)
- Víctor Ruiz (RCA Víctor – 1959)
- Orestes Macías con la Orquesta Hermanos Castro (Corona – décadas de 1950 a 1960)
- Trío Nodarse (Orfeón – 1961)
- Julito Rodríguez y su